# Ruellia squarrosa
Ruellia squarrosa är en akantusväxtart som först beskrevs av Edward Fenzl, och fick sitt nu gällande namn av Georg Cufodontis. Ruellia squarrosa ingår i släktet Ruellia och familjen akantusväxter. Inga underarter finns listade i Catalogue of Life.

## Bildgalleri

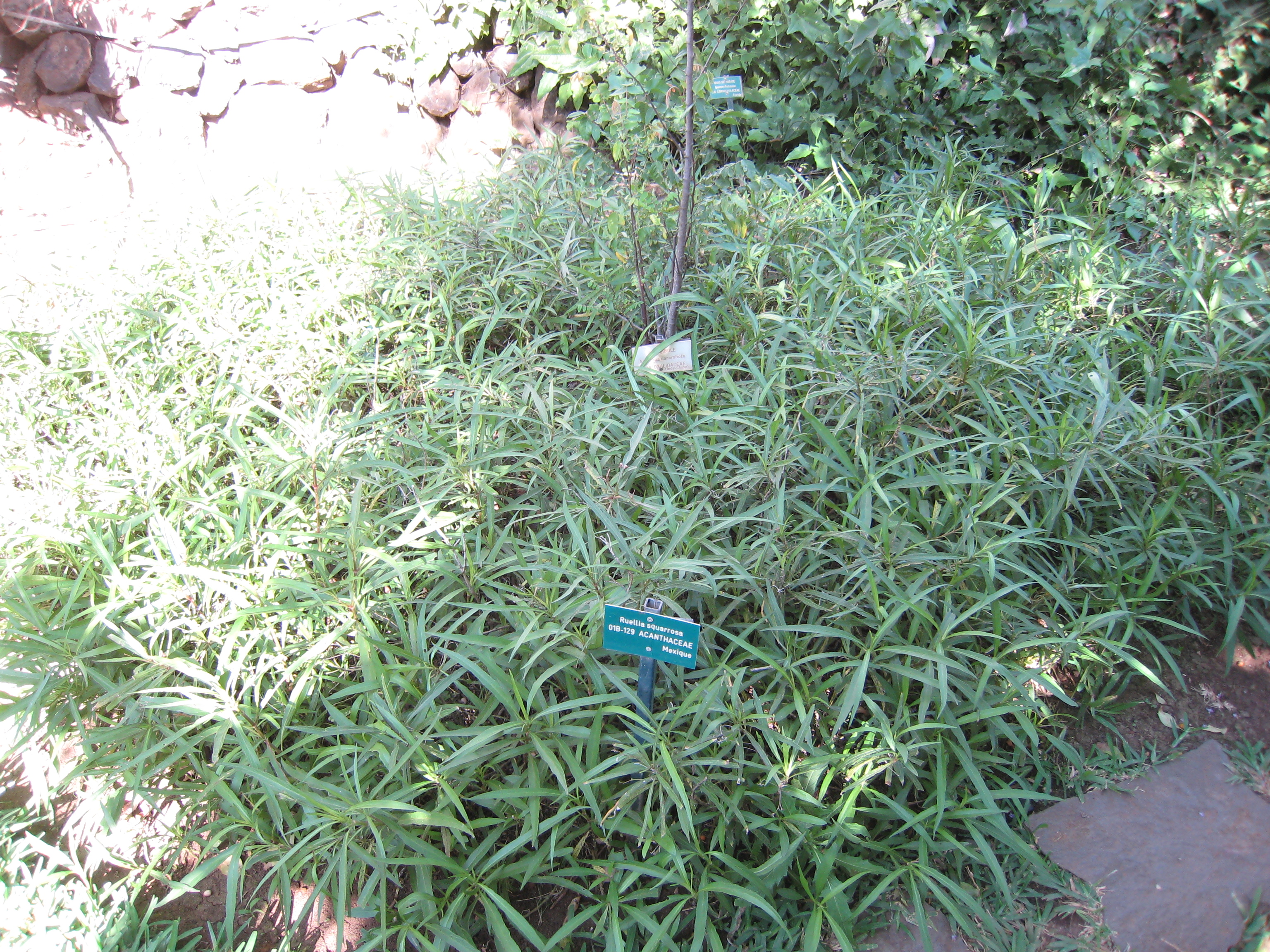
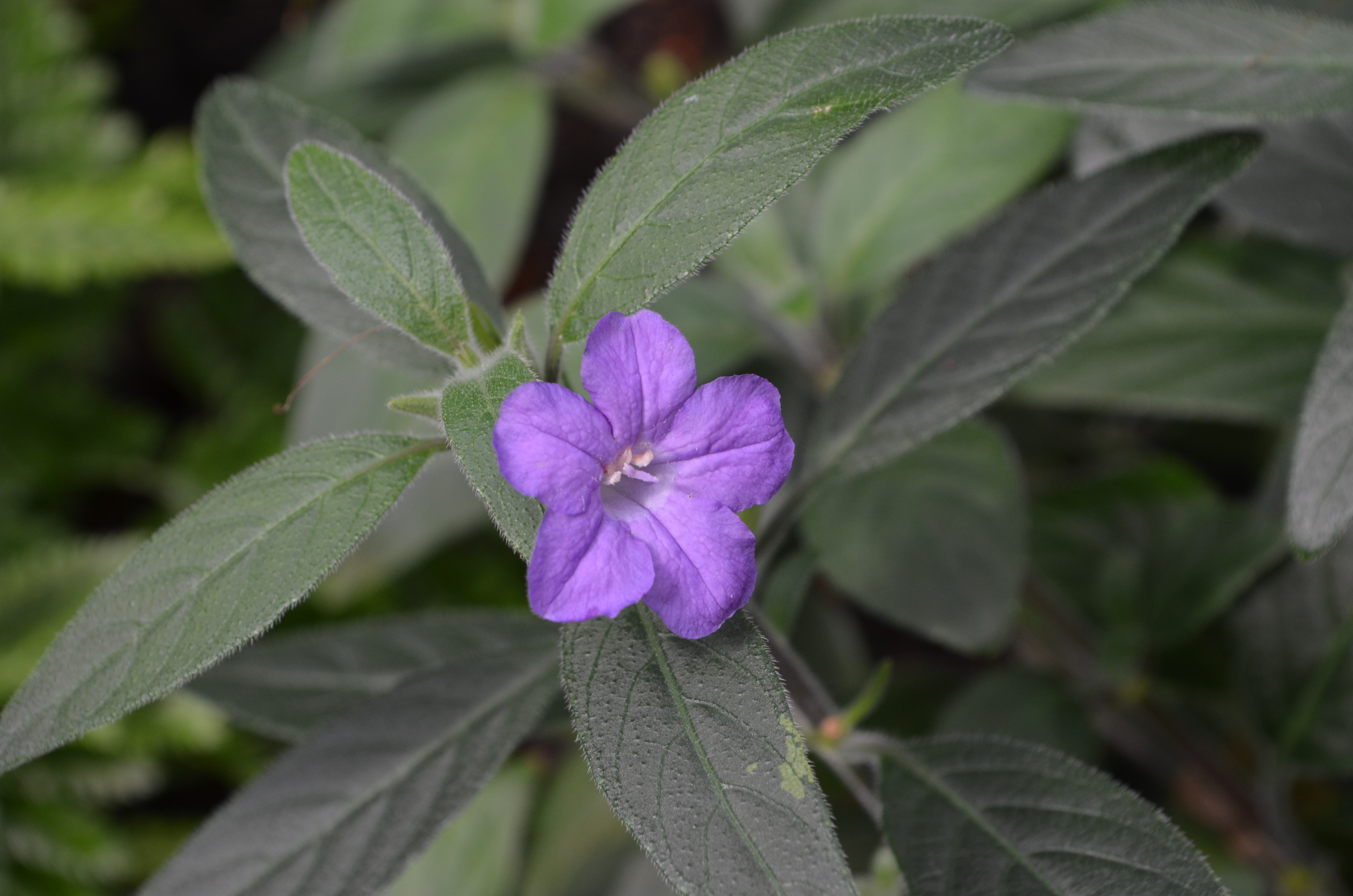
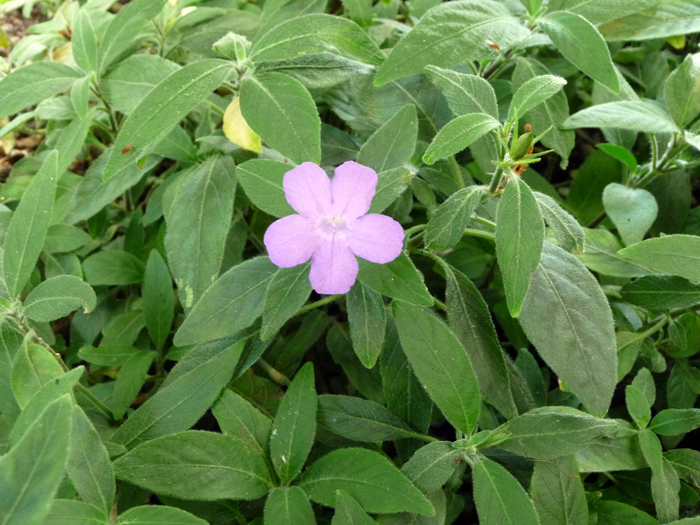
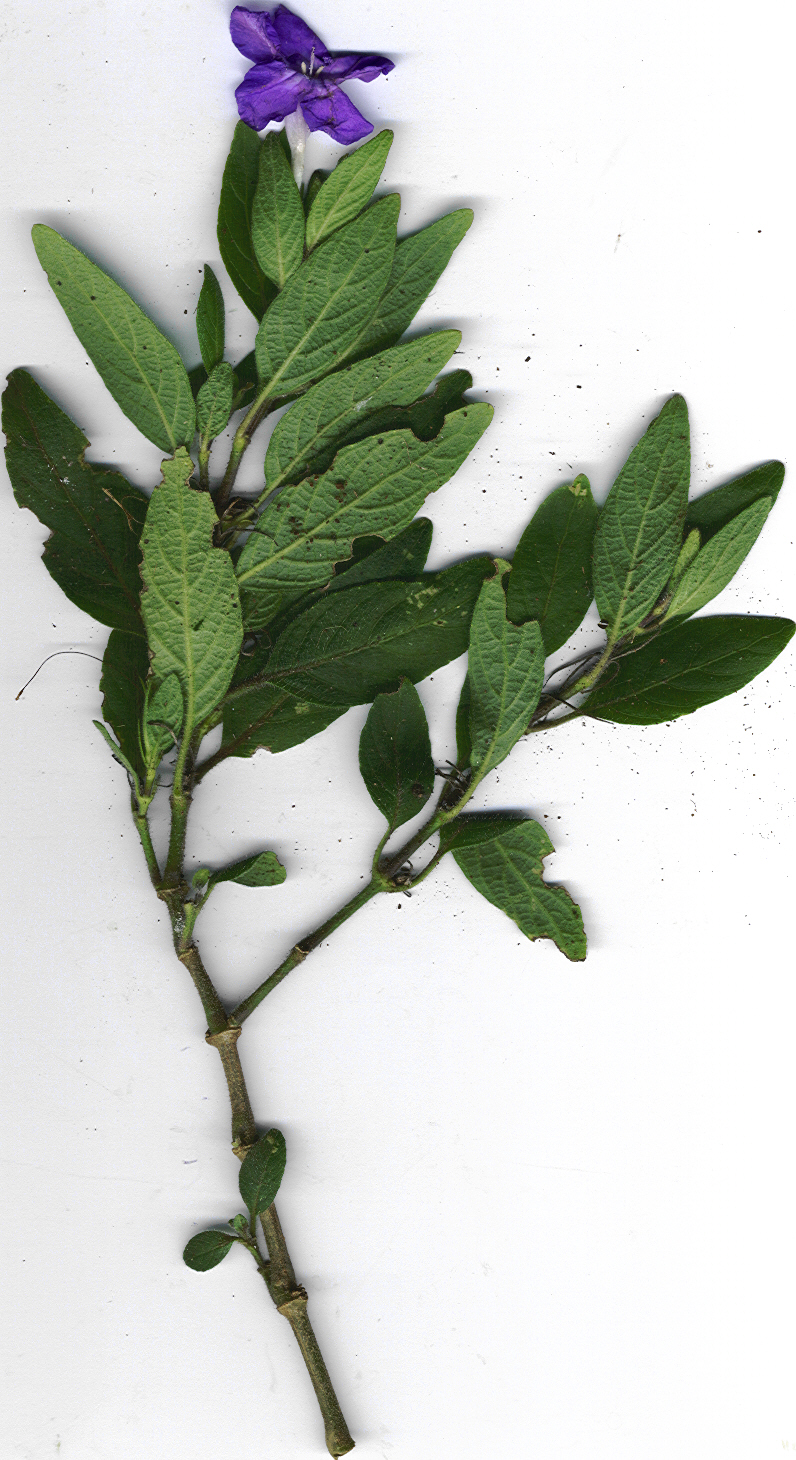
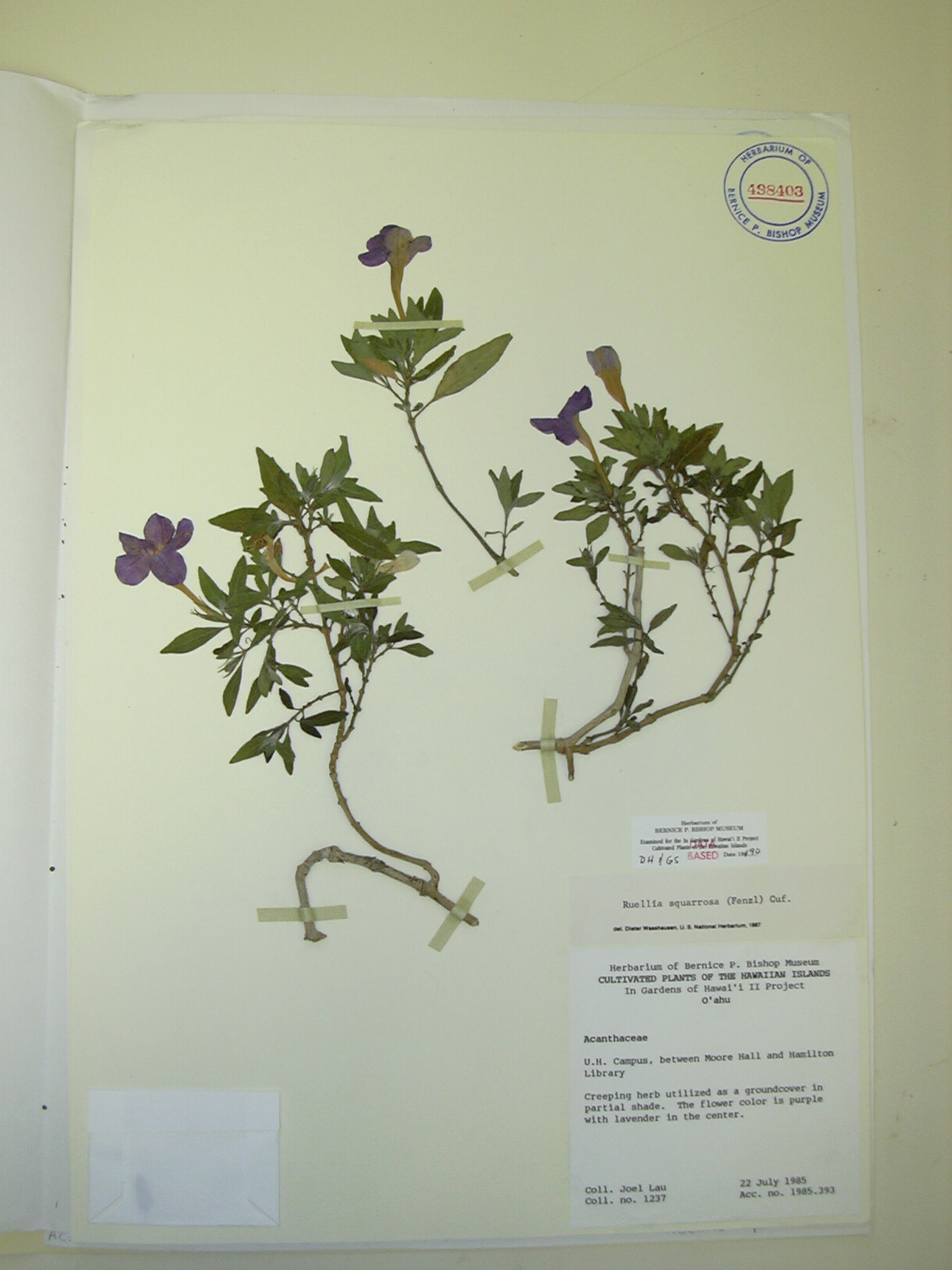
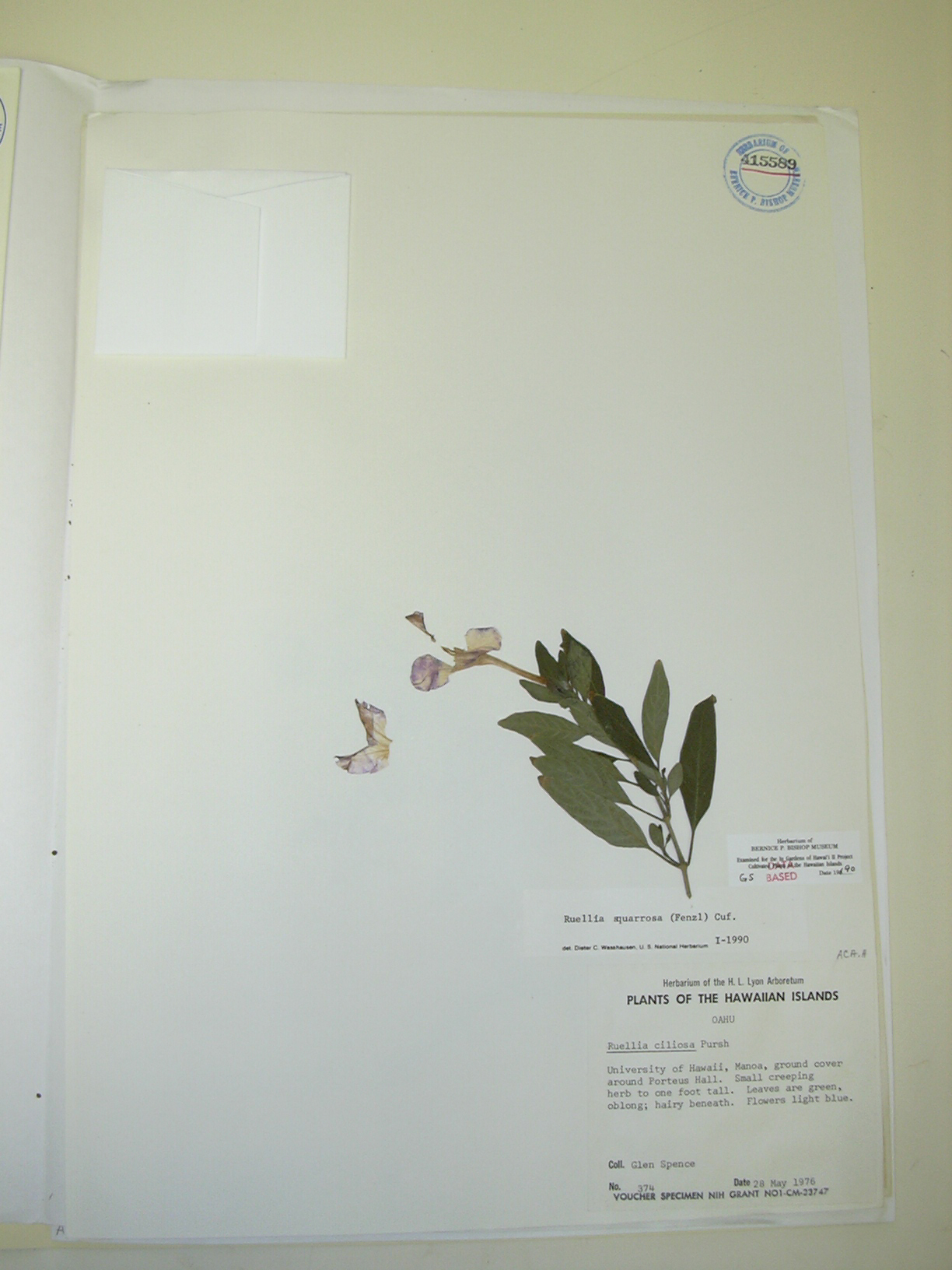